# Етнички национализам
Етнички национализам или етнонационализам је израз којим се описује облик националистичке идеологије према којој је нација дефинисана првенствено или искључиво на основу етницитета. Етнички национализам ставља нагласак на сродство, односно порекло као кључни елемент који омогућује појединцу да се идентификује као припадник неке нације. Уз етнички национализам је везан етнички есенцијализам, односно концепт према коме је етницитет есенција која се не мења кроз време.
Етнички национализам, за разлику од неких других врста национализама, искључује или даје мањи нагласак на културу и језик као моделе националне идентификације.

## Идеологија
Етнички национализам креће од тога да је функционалност друштва урођена једној нацији и да је нација сама по себи функционална. Само ако се у довољној мери материјализује она имагинарна подељеност. Стога национализам не може да има за сопствени циљ изградњу било које институције: једини циљ је изградити националне државе (материјализација имагинарне структуре), а функционалност тих друштава долази сама од себе. За етнички национализам, време је испало из зглоба, излетели смо из неке идеалне структуисаности, па се морамо у такву структуисаност поново враћати. Етнички национализам је присутан у многим државама, чак и у нашој земљи.

### Основне карактеристике
Данас су присутна три доминантна становишта о односу  национализма и етничке припадности. Прво, нација и етничке групе су чисто модеран феномен који настаје као последица развоја територијалних држава и индустријског развоја. Према њима, модерни етнички национализам настао је међу интелектуалним елитама у XIX веку у централној и источној Европи тј. на оним просторима који заостају за политички и економски развијеним западноевропским земљама. Други их виде као пролазан феномен који представља последицу рађања моредног доба и који ће нестати када демократија и цивилно друштво (довољно) сазреју. На крају, постоје и они који их виде као трајну основу људске историје односно заговарају идеју да савремена друштва почивају на основама етничких и националних принципа. Они тврде да етнички национализам извире из самог бића једног народа, из колектива, из масе. Етнички национализам је јака емоционална снага којом је могуће манипулисати, али је апсурдно тврдити да је наметнута од стране политичких и интелектуалних елита. Етнички национализам види националност као генетски детерминисану и потпуно независну од воље појединаца. Слобода појединца се у овој форми национализма пориче или, пак (што је чешћи случај), редефинише као унутрашња слобода.
Као основне карактеристике етничког национализма препознају се поверење, блискост и везаност у оквиру једног етничког колективитета, али и неповерење, страх и анимозитет према другој, „непријатељској заједници“. Исто тако етнички националиста прави разлику између народа (у смислу етничке већине) и мањине у неком друштву. Етнички национализам је више ауторитативан него демократски. Наиме, суштина етничког национализма јесте постојање ирационалног ексклузивизма. У нацију могу да „уђу“ припадници других етноса само ако прихвате „изворни“ етнос, веру, језик и име. Али,  у сваком критичном моменту тј. моменту преиспитивања „чистоте“ нације, могу се опоменути „ко су“, зато што се припадник етничке нације не постаје по дубоком уверењу националиста, него се рађа.

## „Источни“ и „Западни“ национализам
У литератури је заступљена дуалистичка подела национализма (према њиховим карактеристикама и начину манифестације) на: грађански национализам у оквиру којег се национални идентитет дефинише заједничким политичким и грађанским вредностима. То је вид национализма који почива на идеји да су сви грађани део нације; етнички национализам где се припадност нацији дефинише етничким идентитетом, језиком, религијом и сл. То је вид национализма у чијој основи су тврдње о томе ко припада нацији а ко не(припада).
У контексту настајања модерног капитализма и представничке  демократије, западни национализам је имао више друштвено-политички фокус и добровољну дефиницију националности, док је источни национализам на првом месту наглашавао културна и језичка права на основу разумевања националности засноване на етничкој припадности. На освову ове разлике установљена је идеја о „грађанском“/„западном“ и „етничком“/„источном“ национализму. Многи као оправдање овога наводе историјски развој. Државе Запада настале су пре идеје о културном или националном идентитету. То их је учинило грађанским политичким ентитетима од самога почетка. У њиховој основи налазе се грађанске институције и буржоазија који су се борили против апсолутне моћи монарха. Ова борба довела је до изградње националне државе која почива на идеји људских права и слобода, друштвеног уговора и космополитизма.
Са друге стране, процес изградње нације на Истоку је обрнут тј. културна и етничка самоидентификације јављају се пре политичке, а држава је изграђена на захтев људи (интелектуалаца, војске, цркве), а не као пројекат политичких елита. То је учинило етнички национализам ексклузивнијим, фаворизујући само једну етничку групу. Етнички национализам је настао у каснијој фази друштвено-политичког развоја, изражен кроз културу. Ови национализми, централни и источноевропски, као и азијски национализми, имали другачији начин развоја. Они нису били засновани на политичкој и друштвеној стварности.
Једна од карактеристика „западног“ национализма, јесте његова „окренутост ка будућности“, а не „опседнутост прошлошћу“. Историја, према дуалистичком тумачењу национализма, нема исту „тежину“ на Западу и Истоку. Отуда за исте или сличне појаве у „грађанским“ и „етничким“ нацијама објашњење тражимо на различите начине: „Готово увек када се националистичка или религијска обнова и етнички или национални конфликти дешавају на Балкану или Источној Европи, ми се усмеравамо ка историјском објашњењу. С друге стране, када се то догађа на Западу, конкретне узроке тражимо у политици, друштву или економији. Историја није први експлинаторни аргумент за западни национализам, али јесте за источни“.
Мали је број оних који је предвидео да ће за неке етничке мањине тај процес на крају кулминирати не само губитком држављанства него и масовним прогонима, чак и масовним истребљењем. Распадом Совјетског Савеза настало је петнаест нових држава које тврде да представљају „нације“ које су биле потиснуте унутар империје. У бившем Совјетском Савезу, Југославији, Чехословачкој и Етиопији, били смо сведоци и мирољубивих и насилних примера националне сецесије.
Међутим, постоји и она група аутора која сматра да је наведена класификација не само сувишна него и погрешна. То зато што се на тај начин ствара слика да је „Западни“ национализам „добар“ будући да је „грађански“, добровољан, либералан, космополитски. Етнички национализам је сасвим супротно. Он је „лош“, јер се заснива на „етничкој“, органској искључивости, слабој средњој класи и историјским митовима. Они наводе да је и грађанска и етничка компонента присутна у сваком процесу изградње нације али у различитој размери.
Кандански истраживач, Michael Ignatieff бавио се и тиме како је сам концепт етничког национализма постао формално признат. Дуго времена етнички национализам није био дефинисан појам просто зато што је представљао de facto начин живота. У ствари, све почиње са појавом грађанског национализма. Током XVIII  века ствари су почеле да се мењају након што је Америчка револуција изнедрила нови (радикалан) концепт: идеја грађанства која није имала везе са етницитетом. У складу са том идејом сви треба да имају једнак приступ држави све док деле основне политичке вредности. Касније, ова идеја инспирисала је оне који су довели до Француске револуције.
Након Другог светског рата, не само да етнички национализам није показивао знакове смањења, већ је цветао још јаче и снажније.